# Taran mac Ainftech
Taran mac Ainftech va ser rei dels pictes del 693 al 697. El seu nom s'assimila al del déu celta del tro Taranis.
El nom del seu pare apareix sota diverses formes als manuscrits: Entifidich, Enfidaig, Amfredech, Anfudeg o com a Amfodech. La llista que apareix en un manuscrit de la Biblioteca Nacional d'Escòcia (MS, Advocates '34.7.3) sembla afirmar que Taran era el germà del rei Nechtan mac Der-Ilei, cosa que significaria que la seva mare fos la princesa picta Der-Ilei. Tanmateix cal agafar aquesta font amb cautela, ja que situa el regnat de Bridei mac Der-Ilei, germà de Nechtan, després del propi Nechtan, quan sembla que va ser a l'inrevés.
Algunes llistes de reis diuen que Taran va regnar durant catorze anys. Tot i així, les llistes proporcionades pel manuscrit de Poppleton i el Lebor Bretnach, juntament amb la llista de Scalacronica, només li atrivueixen quatre anys, de tal manera que la X que assenyalaria el número 10 seria un error. Va succeir a Bridei mac Beli.
Els Annals d'Ulster ens aporten d'ell dues informacions:
- 697: L'expulsen del tro dels pictes, segurament de la mà del seu successor Brude mac Derile.[6]
- 699: Es refugia a Irlanda.[7]